# Long Branch (Pensilvania)
Long Branch es un borough ubicado en el condado de Washington en el estado estadounidense de Pensilvania. En el año 2000 tenía una población de 539 habitantes y una densidad poblacional de 63 personas por km².

## Geografía
Long Branch se encuentra ubicado en las coordenadas 40°5′30″N 79°52′59″O / 40.09167, -79.88306.

## Demografía
Según la Oficina del Censo en 2000 los ingresos medios por hogar en la localidad eran de $35,972 y los ingresos medios por familia eran $40,208. Los hombres tenían unos ingresos medios de $40,208 frente a los $21,250 para las mujeres. La renta per cápita para la localidad era de $20,936. Alrededor del 10.7% de la población estaba por debajo del umbral de pobreza.